# 土耳其稅務
土耳其稅務（Taxation in Turkey）在土耳其國家的經濟中佔有重要的地位。土耳其稅收佔土耳其國家的GDP比例為25.5%（2016年）。 土耳其國家大部分的稅收均由國家中央政府進行徵收。然而，一些特定的稅收是由地區的市政當局所徵收。

## 稅務程序法
土耳其的稅收制度是由"稅收程序法"(TP)所監管。 稅收法規定權利、負擔、履行職責，均與會計應計本金一起核算。稅收法是由所有稅法的程序以及官方的法規所組成。稅收程序法有五個主要部分：稅收、納稅人義務、估價、罰款規定、以及稅務案例所組成。 

## 稅務類別
土耳其稅務可分為三大類別：
1. 所得稅
2. 支出稅
3. 財富稅

## 參閲
- 土耳其民法典 (1926)（英语：Turkish civil code (1926)）
- 土耳其財富稅（英语：Varlık Vergisi）(wealth tax)
- 俄羅斯稅務（英语：Taxation in Russia）
- 法國稅務（英语：Taxation in France）
- 德國稅務（英语：Taxation in Germany）
- 希臘稅務（英语：Taxation in Greece）
- 土耳其稅務局（英语：Turkish Revenue Administration）

Taxation in